# Вудсон, Жаклин
Жакли́н Ву́дсон (англ. Jacqueline Woodson; род. 12 февраля 1963, Колумбус, штат Огайо, США) — американская писательница и поэтесса, автор книг для детей и юношества. Лауреат многочисленных американских и международных литературных премий. Национальный посол по юношеской литературе (2018—2019) библиотеки Конгресса США.

## Биография

### Личная жизнь
Родилась 12 февраля 1963 года в городе Колумбус в штате Огайо. В детстве, вместе с семьёй, переехала сначала в Нельсонвилл в штате Огайо, затем в Гринвилл в штате Южная Каролина. С 1970 года живёт в Нью-Йорке. В настоящее время проживает в квартале Парк-Слоуп, в боро Бруклин.
Жаклин Вудсон — открытая лесбиянка и состоит в отношениях с врачом Джулиет Уидофф. У пары есть двое детей: дочь по имени Тоши Джорджиана и сын по имени Джексон Леруа.

### Творческая деятельность
Окончив колледж, Вудсон устроилась на работу в детское литературное агентство «Киркхофф / Вольберг», где помогала писать стандартные тесты по чтению. Её работа привлекла внимание литературного агента Лизы Пулитцер-Фогес. Вудсон показала ей свою первую книгу «Прошлым летом с Мэйзон», но рукопись агента не заинтересовала. Затем писательница поступила на работу в Новую школу в Нью-Йорке. Здесь Беб Уиллоуби, редактор из издательства Делакорт Пресс, случайно услышала чтение её книги «Прошлым летом с Мэйзон» и попросила у Вудсон рукопись. Делакорт Пресс приобрело рукопись, но Беб Уиллоби уволилась из издательства, прежде чем взялась за её редакцию, и поэтому рукопись редактировала Венди Лэм, стараниями которой были изданы первые шесть книг Вудсон.
Стиль писательницы известен детальным описанием пейзажей. Она устанавливает границы повсюду — социальные, экономические, физические, сексуальные, расовые, а затем её персонажи преодолевают эти границы, создавая сильную эмоциональную историю. Вудсон также известна своим оптимизмом. Она сказала, что ей не нравятся книги, которые не дают надежды. Писательница предложила роман «Эхолот» Армстронга в качестве примера «мрачного» и «безнадежного» романа. С другой стороны, она наслаждалась чтением романа «Три дерева растущих в Бруклине» Смит, где описывалась исключительно бедная семья, члены которой переживали «мгновения надежды и настоящей красоты». Вудсон опирается на эту философию в собственном творчестве, говоря: «Если вы любите персонажей, которых создаете, вы можете увидеть их надежду».
Писательница сознательно пишет для младшей аудитории. Она также преподает подросткам в летнем лагере писателей Национального книжного фонда, где редактирует ежегодную антологию их совместного творчества.
Некоторые критики отмечают, что сочинения Вудсон «связанны с определённой проблемой», в то время, как она сама считает, что её книги посвящены универсальным вопросам. В книгах писательницы поднимались темы, которые во время их издания обычно не обсуждались в обществе, например, межрасовые пары, подростковая беременность и гомосексуальность. Вудсон заявила, что целью её творчества является исследование разных точек зрения на одни эти же вопросы, а не навязывание своих взглядов другим. Писательница имеет несколько тем, которые появляются во многих её романах. Она исследует вопросы пола, класса и расы, а также семьи и истории. Вудсон известна тем, что использует эти общие темы новаторскими способами. Несмотря на то, что многие её персонажи несут бремя стигмы, что делает их «невидимыми» для общества, писательница чаще всего пишет о личном поиске себя, а не поисках равенства или социальной справедливости.
Только в трёх её книгах рассказчиком является мужчина, а в одной — трансгендер мужского пола. Остальные работы Вудсон написаны от лица женщины. Как сказала сама писательница: «Чернокожие женщины были повсюду — строили железные дороги, убирали на кухнях, начинали революции, писали стихи, приводили в движение регистрацию избирателей и приводили рабов к свободе. Мы были там и сделали это. Я хочу, чтобы люди, которые были до меня, стали частью тех историй, которые я рассказываю, потому что если бы не они, я бы не смогла рассказывать истории».
В своем романе 2003 года «Скоро домой» она исследует межрасовые отношения и пол в историческом контексте Второй мировой войны. Другая сторона этой книги, поэтический взгляд на двух молодых девушек, чёрную и белую, которые сидят по обе стороны забора, разделяющего их миры. В ноябре 2014 года Дэниел Хэндлер, ведущий церемонии вручения Национальной книжной премии, неудачно пошутил, когда вручал Вудсон награду. В опубликованной вскоре после этого в «Нью-Йорк таймс» статье под названием «Боль от шутки с арбузом», Вудсон объяснила, что «сопровождая эту глубокую и тревожную историю шуткой, Дэниел Хэндлер продемонстрировал своё невежество». Она подчеркнула необходимость «дать людям ощущение блестящей и жесткой истории этой страны, чтобы никто никогда не думал, что они могут выйти на сцену однажды вечером и посмеяться над слишком болезненным прошлым других».
Первая книга Вудсон «Прошлым летом с Мэйзон» получила положительные рецензии от критиков за создание положительных женских персонажей и трогательное изображение близких одиннадцатилетних друзей. Рецензенты также прокомментировали её убедительное чувство места и яркие отношения характеров. Следующие две книги трилогии «Мэйзон в Блу-Хилл» и «Между Мэдисон и Пальметто» также были хорошо приняты критикой за реалистичные персонажи и сильный стиль письма. Проблемы самооценки и идентичности рассматриваются писательницей во всех трёх книгах. Некоторые критики отметили, что было небольшое отсутствие фокуса, поскольку трилогия легко и быстро коснулась слишком большого количества различных проблем на слишком небольшом количестве страниц.
Вручая писательнице премию Маргарет Александры Эдвардс в 2006 году, Американская библиотечная ассоциация заявила, что: «Книги Вудсон, это мощные, новаторские и очень личные исследования многих способов, которыми личность и дружба выходят за пределы стереотипа».

## Сочинения

### Романы
- Автобиография семейного фото[англ.] (1995).
- Другой Бруклин (2016)[2]
- Красный в кости (2019)[3].

### Книги для подростков
- Прошлым летом с Мэйзон (1990).
- Мэйзон в Блу-Хилл (1992).
- Между Мэдисон и Пальметто (1993).
- Перья[англ.] (2007).
- После Тупака и Ди Фостер[англ.] (2008).
- Движущийся мир (2009).
- Передвижение (2010).
- Мечты коричневой девочки[англ.] (2014).
- Порт Мне[англ.] (2018).

### Книги для юношества
- Один дорогой (1990).
- Не хотел тебе этого говорить (1994).
- Из записок Мэланин Сан (1995)
- Дом, который ты минуешь по пути (1997).
- Если ты придёшь тихо (1998).
- Лена (1999).
- Чудесные парни[англ.] (2000).
- Тишина (2002).
- За тобой (2004).
- Под лунным месяцем (2012).
- Письмо Кью: Записи квир-писателей для своих юных читателей (2012).

## Награды
- Почетная награда Коретты Скотт Кинг в 1995, 1996 и 2013 годах.
- Премия Американской библиотечной ассоциации «Лучшая книга для молодёжи» в 1998, 2000, 2003, 2004 и 2005 годах.
- Премия Коретты Скотт Кинг в 2001 и 2015 годах.
- Премия Молодёжной библиотечной сети 2005 года.
- Премия Маргарет Александры Эдвардс 2006 года.
- Почётный диплом медали (Honor book) Джона Ньюбери 2009 года.
- Премия Джозетты Франк 2009 года.
- Премия «Выбор юных читателей Пенсильвании» 2009 года.
- Премия «Ключ к чтению книг» 2009 года.
- Премия имени Ганса Христиана Андерсена 2020 года.
- Национальная книжная премия 2014 года за литературу для молодёжи.
- Лауреат премии «Поэт для молодёжи» Фонда поэзии 2015 года.
- Почётный лектор Мей-Хиллской Арбатнотской лекции 2017 года в Американской библиотечной ассоциации.
- 2018—2019 годах — Национальный посол по литературе для молодёжи для Библиотеки конгресса США.
- Премия памяти Астрид Линдгрен 2018 года.